# Shárivka
Shárivka (en ucraniano: Шарівка) es un pueblo ucraniano perteneciente al óblast de Járkov. Situado en el noreste del país, es parte del raión de Bojodújiv y parte del municipio (hromada) de Bojodújiv.

## Toponimia
El nombre del pueblo en otros idiomas de importancia local es Shárovka (en ruso: Шаровка). Entre 1903 y 1918, el pueblo se llamaba Leopoldovka (en ucraniano: Леопольдівка).

## Geografía
Shárivka está situado a orillas del río Mérchik, 25 km al suroeste de Bojodújiv y a unos 75 km al oeste de Járkiv.

## Historia
Shárivka fue fundada en torno a 1700 y formó parte del uyezd de Valki en la gobernación de Járkov del Imperio ruso. En 1902, a principios de abril, la población participó en el levantamiento campesino de Járkov, que fue reprimido por tres pelotones de cosacos de Konstantínivka. En 1903, el propietario de una fábrica de azúcar, Leopold König, decidió desalojar a los aldeanos de mentalidad revolucionaria. Alrededor de 1200 habitantes de la aldea se vieron obligados a vender sus parcelas de tierra y trasladarse al campo en la gobernación de Ufá. La mayoría de los colonos regresaron, pero algunos murieron. 
El pueblo recibió el estatus de asentamiento de tipo urbano en 1938.
Durante la Segunda Guerra Mundial, Shárivka fue ocupada por la Alemania nazi del 9 de octubre de 1941 a 17 de agosto de 1943. Al menos 332 de los judíos de Shárivka fueron asesinados durante el Holocausto.
En 2023, Shárivka perdió el estatus de asentamiento de tipo urbano debido a la eliminación de este estatus administrativo.

## Demografía
La evolución de la población de Shárivka entre 1864 y 2022 fue la siguiente:
| 736                                                           | 1286 | 1965 | 1929 | 1691 | 1674 | 1546 |
| (Fuente: Cities & Towns of Ukraine y UKRAINE: Größere Städte) |      |      |      |      |      |      |

## Infraestructura

### Arquitectura, monumentos y lugares de interés
En el pueblo está el palacio de Shárivka, un palacio neoclásico del siglo XIX adquirido por el barón azucarero Leopold Koenig en 1881. El parque de Shárivka es un complejo arquitectónico fundado a principios del siglo XIX en la finca del terrateniente Piotr Oljovski.

### Transporte
El asentamiento tiene acceso por carreteras locales a Járkiv y Krasnokutsk.

## Personas ilustres
- Vásil Yemets (1890-1982): bandurista y escritor ucraniano, que también fue soldado del Ejército de la República Popular Ucraniana.